# Laelii
La gens Laelia était une famille plébéienne à Rome. Le premier de la famille à obtenir le consulat fut Gaius Laelius en 190 av.

## Branches et cognomina
Le cognomen utilisé fréquemment par la famille des Laelii était Balbus, un cognomen commun, se référant à celui qui balbutie. Quelques-uns des Laelii utilisaient des surnoms personnels, tels que Sapiens («sage»), par lequel Gaius Laelius, ami du jeune Scipio Africanus était parfois connu,,.

## Membres

### Sous la République
- Caius Laelius, (v.-290 - ?);
  - Caius Laelius, (v.-260 - ?);
    - Caius Laelius, (v.-235 - ap.-170), questeur en -202, édile plébéien en -197, préteur en -196, consul en 190 avant J.-C[a 1],[a 2],[a 3],[a 4],[a 5],[a 6],[a 7].
      - Caius Laelius Sapiens, (v.-185 - v.-128), préteur en -145, consul en 140 av. J.-C.[a 8],[a 9],[a 10],[a 11],[a 12],[a 13],[a 14],[a 15].
        - Laelia, (v.-160 - ?), épouse de Quintus Mucius Scaevola. Laelia était réputée pour ses discours gracieux et éloquents, dignes et sincères, sur lesquels Cicéron a fait des remarques, et qu'elle a transmis à ses filles, ainsi qu'à son gendre, l'orateur Lucius Licinius Crassus[a 16].
        - Laelia, (v.-155 - ?), épouse de Caius Fannius Strabo[a 17].

#### Laelii Balbi
- Decimus Laelius, (v.-160 - ?);
  - Decimus Laelius, (v.-120 - v.-75/3), l'un des lieutenants de Pompée pendant la guerre sertorienne. Il a été tué au combat contre Lucius Hirtuleius près de la ville de Lauro[4],[a 18],[5],[a 19].
    - Decimus Laelius, (v.-90 - ap.-48), tribun de la plèbe en -54, praefectus classis de la flotte de Pompée[a 20],[6],[a 21].
      - Decimus Laelius Balbus, (v.-70 - -42), questeur propréteur en Afrique[b 1];
        - Decimus Laelius Balbus, (v.-45 - ap.-6), l'un des quindécimvirs qui ont supervisé les ludi saeculares en 17 avant J.-C, consul en -6[b 2],[a 22].
          - ? (Decimus Laelius Balbus), (v.-20 - ?);
            - ? Decimus Laelius Balbus, (v.5 - ap.46), exiler en 37, consul suffect en 46[a 23],[b 3],[7].
              - ? Laelia, (v.30 - 62), vierge vestale[a 24].

          - ? Laelia, (v.-15 - ?), épouse de Caius Vibius Marsus;

### Sous le Principat

#### Laelii Firmi
- Marcus (Laelius), (v.115 - ?);
  - Marcus Laelius (Firmus), (v.140 - ?), tribun militaire de la legio XXII (...?);
    - ? Marcus Laelius Firminus Fulvius Maximus, (v.160 - ap.195), préteur, légat de la legio VII Claudia[b 4],[b 5];
      - Marcus Laelius Maximus Aemilianus, (v.185 - ap.227), consul en 227;

#### Autres
- Laelius Felix, juriste au temps d'Hadrien[8].

## Voir également
Liste des gentes romaines